# Zalewska Góra
Zalewska Góra ist ein kleiner Ort in der polnischen Woiwodschaft Ermland-Masuren und gehört zur Gmina Barciany (Landgemeinde Barten) im Powiat Kętrzyński (Kreis Rastenburg).
Zalewska Góra liegt in der nördlichen Mitte der Woiwodschaft Ermland-Masuren, 14 Kilometer nordwestlich der Kreisstadt Kętrzyn (deutsch Rastenburg).
Der kleine Ort gilt als „część wsi Radosze“ („Teil des Dorfes Radosze“) innerhalb der Landgemeinde Barciany im Powiat Kętrzyński und ist dem Schulzenamt (polnisch Sołectwo) Radosze zugehörig.
Über die Historie des Ortes liegen keine Belege vor, auch nicht zu der Frage, ob Zalewska Góra vor 1945 einen deutschen Namen trug. So mag der Ort auch erst nach 1945 entstanden sein.
Kirchlich ist Zalewska Góra nach Barciany hin orientiert: zur dortigen katholischen Pfarrei im Erzbistum Ermland und zur dortigen evangelischen Kirchengemeinde, die eine Filialgemeinde der Johanneskirche Kętrzyn in der Diözese Masuren der Evangelisch-Augsburgischen Kirche in Polen ist.